# گل پامچال (ترانه)
گل پامچال نام ترانه‌ای گیلکی در آواز دشتی است که حدود سال ۱۳۳۰ توسط سید جعفر مهرداد سروده شده‌است. 
نخستین بار این تصنیف توسط یکی از محصلین دبیرستان شاهپور (رشت) در جشن «حزب ایران» اجرا شد. این جشن به مناسبت «تأیید ملی شدن نفت در سراسر کشور از طرف مجلسین شورا و سنا » در آستانه نوروز ۱۳۳۰ برگزار شده بود.آهنگ ترانه گل پامچال هم‌آهنگ «تصنیف جنگل» است که به دست فراموشی سپرده شده بود، این آهنگ متاثر از زمزمه‌هایی بود که اهالی گیلان به خصوص روستائیان زمینه بسیار پذیرایی از گوشه‌های آن داشتند. استقبال گسترده از ترانه گل پامچال موجب برآورده شدن نیت سراینده آن آقای جعفر مهرداد در زنده نگاه داشتن «تصنیف جنگل» شد.
سرگذشت این ترانه گیلکی در مجموعه «مقالات گیلان‌شناسی» نوشته شده‌است.
چند ماه پس از اولین اجرای این ترانه در جشن ملی شدن صنعت نفت، این ترانه توسط اسماعیل گلشنی به رادیو ایران راه یافت. در سال ۱۳۵۵ ه.ش. به مناسبت سی و هفتمین سال رادیو، نوارهایی از طرف این سازمان با قید نام ترانه، آهنگساز، شاعر، و خواننده هر نوار انتشار یافت. در مورد ترانه گل پامچال آهنگساز (محلی)، شاعر (ایرج دهقان)، خواننده (روح‌بخش) اعلام شده بود.احتمالا اشتباه در اعلام نام (ایرج دهقان) از آنجا ناشی شده بود که خواننده ترانه یک بار در دنبال اجرای آن چند بیت شعر از ایشان را به آواز خوانده بود. 

## متن شعر
متن ترانهٔ سید جعفر مهرداد که در تصنیف خوانده می‌شود، این است:
|                                      | ۱                           |                                     | ــــــــــــــــــــــــــــــــ | برگردان فارسی                                               |
| گل پامچال، گل پامچال                 |                             |                                     |                                  |                                                             |
|                                      | بیرون بیا، بیرون بیا        |                                     |                                  |                                                             |
|                                      |                             | فصل بهارا، فصل بهارا                |                                  | گل پامچال، بیرون بیا، فصل بهار است.                         |
| شکوفان، شکوفان                       |                             |                                     |                                  |                                                             |
|                                      | غنچه واکوده، غنچه واکوده    |                                     |                                  |                                                             |
|                                      |                             | بلبل سرِ دارا، بلبل سرِ دارا          |                                  | شکوفه‌ها غنچه باز کرده و بلبل بر روی درخت است.               |
| عزیز فصل بهارا،                      |                             |                                     |                                  |                                                             |
|                                      | تی چُمان گوشه دارا،          |                                     |                                  | عزیز فصل بهار است، چشمان تو گوشه دار است.                   |
|                                      |                             | تره خال مزه دارا، الان موقع کارا    |                                  | برای تو خال برازنده است، الان موقع کار است.                 |
| ویریز کاول اوسانیم،                  |                             |                                     |                                  |                                                             |
|                                      | دانه واشانیم،               |                                     |                                  |                                                             |
|                                      |                             | امی تومبجارا                        |                                  | برخیز، خیش برداریم، در کشتزارمان دانه بکاریم                |
|                                      | ۲                           |                                     |                                  |                                                             |
| ماتاب شبان، ماتاب شبان،              |                             |                                     |                                  |                                                             |
|                                      | آیما آیم، آیما آیم،         |                                     |                                  |                                                             |
|                                      |                             | آیم تی کوتی‌ور، آیم تی کوتی‌ور        |                                  | در شب‌های مهتابی، به طرف انبار برنج خانه‌ات (کوتی) می‌آییم.    |
| تره قربان، تره قربان،                |                             |                                     |                                  |                                                             |
|                                      | تی چًما حیران، تی چما حیران، |                                     |                                  |                                                             |
|                                      |                             | تی بلا بمی‌سر، تی بلا بمی‌سر،         |                                  | قربان توام، سرگشتهٔ چشمان توام، بلای تو به جان من.           |
| بشم قربان دلبر، بلاگردان دلبر،       |                             |                                     |                                  | به قربان دلبر می‌روم، بلاگردان دلبرم،                        |
|                                      | می هم‌پیمان دلبر،            |                                     |                                  |                                                             |
|                                      |                             | می عزیز جان یارا                    |                                  | هم پیمان دلبرم، ای یار عزیز چون جان من                      |
| ویریز کاول اوسانیم،                  |                             |                                     |                                  |                                                             |
|                                      | دانه واشانیم،               |                                     |                                  |                                                             |
|                                      |                             | امی تومبجارا                        |                                  | برخیز، خیش برداریم، در کشتزارمان دانه بکاریم                |
|                                      | ۳                           |                                     |                                  |                                                             |
| آفتاب گله ، آفتاب گله ،              |                             |                                     |                                  |                                                             |
|                                      | بیرون بامو ،بیرون بامو،     |                                     |                                  |                                                             |
|                                      |                             | ده ویری ویری کًر، ده ویری ویری کر،   |                                  | خورشید بیرون آمده است. ای دختر از خواب برخیز                |
| جه خروسان ، جه خروسان،               |                             |                                     |                                  |                                                             |
|                                      | می آرام جان، می آرام جان،   |                                     |                                  |                                                             |
|                                      |                             | گردم تی خانه دور، گردم تی خانه دور، |                                  | از سپیده دم (خروس خوان)، ای آرام جان، به دور خانهٔ تو می‌گردم |
| ویری می آرام جانا، بنازم تی نرگسانا، |                             |                                     |                                  | برخیز آرام جان من، نرگسان (چشمان) تو را بنازم،              |
|                                      | تی زلفان بنفشه مانا،        |                                     |                                  | زلف تو مانند بنفشه است،                                     |
|                                      |                             | بره می تاب و قرارا                  |                                  | تاب و قرار مرا می‌برد                                        |
| ویریز کاول اوسانیم،                  |                             |                                     |                                  |                                                             |
|                                      | دانه واشانیم،               |                                     |                                  |                                                             |
|                                      |                             | امی تومبجارا                        |                                  | برخیز، خیش برداریم، در کشتزارمان دانه بکاریم                |

این ترانه  بارها از صدا و سیمای جمهوری اسلامی ایران پخش و تاکنون توسط خواننده‌های بسیاری بازخوانی شده‌است. دریا دادور یک نسخهٔ اپرا از این ترانه را خوانده است. شیلا نهرور هم نسخه‌ای از این ترانه را در آلبوم جاودانه‌های گیلان منتشر کرده‌است. پری زنگنه هم نسخه‌ای اپرا از این ترانه را در آلبوم گل‌افشان خود منتشر کرده‌است. بیژن بیژنی از جمله دیگر خواننده‌هایی است که این ترانه را خوانده است. احمد پژمان هم تنظیمی متفاوت از این اثر ارائه داده است.